# Stepan Zelenciuk
Stepan Spiridonovici Zelenciuk (în rusă Степан Спиридонович Зеленчук) a fost un politician sovietic, care a îndeplinit funcția de Secretar 2 al Comitetului Regional Moldova al Partidului Comunist din Ucraina (1939-1940).

## Biografie
Până în iunie 1939 a fost secretar al Comitetului Regional Moldova al Partidului Comunist din Ucraina, îndeplinind apoi funcția de secretar 2 în cadrul aceluiași organ de partid (iunie 1939 - 14 august 1940).
La data de 4 iulie 1940, după anexarea Basrabiei de către URSS, a fost numit în funcția de prim-secretar al Comitetului municipal Chișinău din cadrul Partidului Comunist din Ucraina. Apoi, la 8 februarie 1942, devine secteracu propaganda al Comitetului Central al Partidului Comunist din RSS Moldovenească.